# Kradzież rozbójnicza
Kradzież rozbójnicza – przestępstwo polegające na użyciu przemocy wobec osoby lub groźby jej natychmiastowego użycia, albo doprowadzeniu człowieka do stanu bezbronności lub nieprzytomności w celu utrzymania się w posiadaniu rzeczy bezpośrednio po dokonaniu jej kradzieży. Kradzież rozbójnicza zachodzi w razie zaatakowania przez uciekającego złodzieja osoby próbującej odebrać mu skradzioną rzecz. Dla bytu przestępstwa nie ma znaczenia, czy pokrzywdzonym jest osoba wcześniej okradziona czy też przypadkowy świadek przestępstwa, który wdał się w pogoń za sprawcą.
W kodeksie karnym wyróżnia się dwa typy kradzieży rozbójniczej:
- zwykły - występek zagrożony karą od roku do 10 lat pozbawienia wolności (art. 281 kk),
- zwykły mniejszej wagi - występek zagrożony karą od 3 miesięcy do 5 lat pozbawienia wolności (art. 283 kk).

Przestępstwa kradzieży rozbójniczej, rozboju oraz wymuszenia rozbójniczego, określa się w piśmiennictwie prawniczym wspólnym mianem triady rozbójniczej lub przestępstw rozbójniczych.